# Aladdin (nhạc phim 2019)

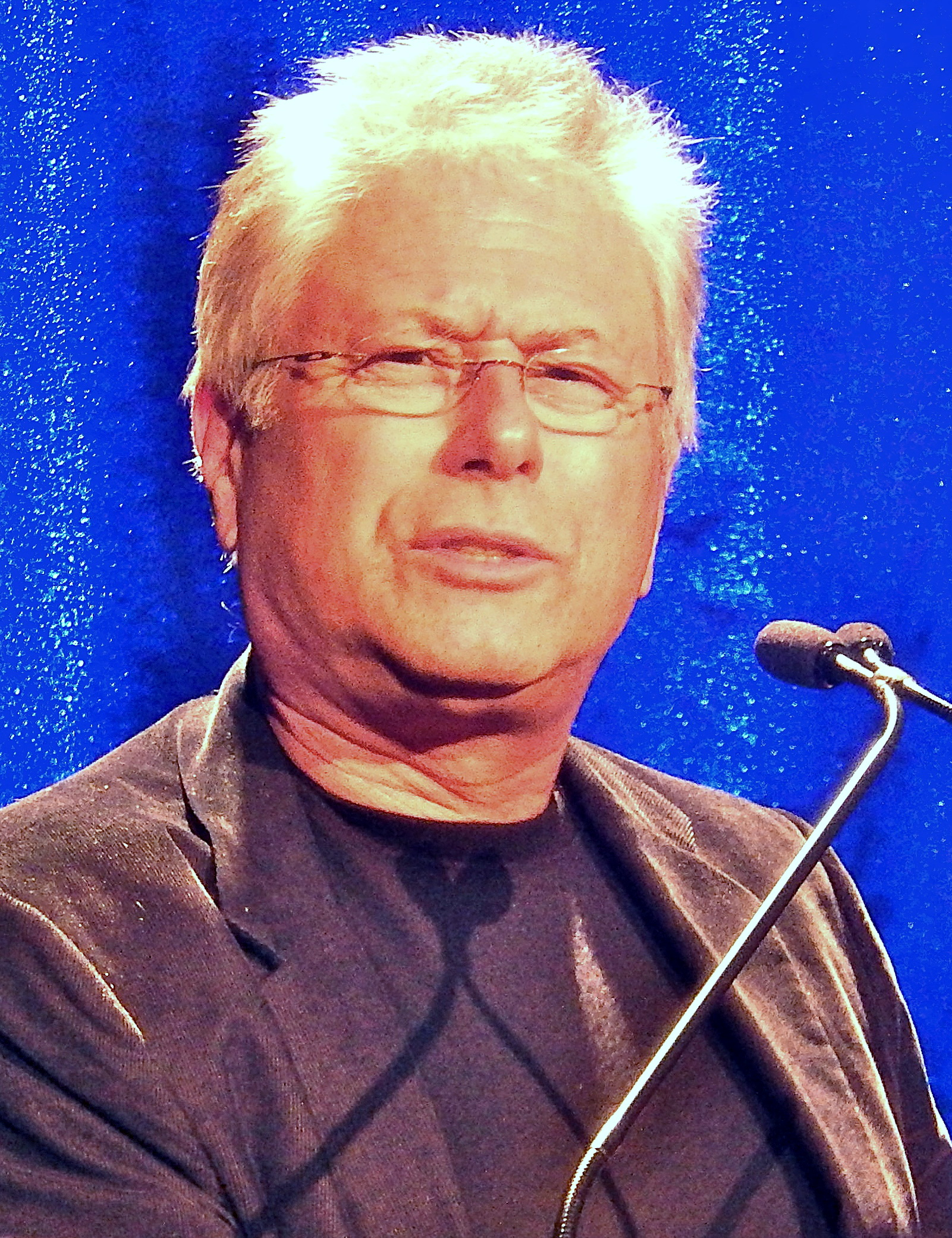
Alan Menken, người sáng tác nhạc số và đồng sáng tác các bài hát cho bộ phim gốc, đã quay lại để soạn nhạc cho bản làm lại và đồng sáng tác hai bài hát mới, cũng như viết lại các bài hát từ bộ phim gốc.

Aladdin (Original Motion Picture Soundtrack) là album nhạc phim cho bộ phim cùng tên, được Walt Disney Records phát hành vào ngày 17 tháng 5 năm 2019. Nhạc phim có bản cover "A Whole New World" của Zayn Malik và Zhavia Ward, các bài hát từ bộ phim gốc, một bài hát mới được viết bởi nhà soạn nhạc của bộ phim gốc Alan Menken và Pasek &amp; Paul, và một bản nhạc do Menken sáng tác. Nhạc phim được phát hành vào ngày 17 tháng 5 năm 2019.

## Danh sách bài hát
Tất cả nhạc phẩm được soạn bởi Alan Menken.
| STT              | Nhan đề                         | Phổ lời                     | Performer(s)                 | Thời lượng |
| ---------------- | ------------------------------- | --------------------------- | ---------------------------- | ---------- |
| 1.               | "Arabian Nights (2019)"         | Howard Ashman; Pasek & Paul | Will Smith                   | 3:13       |
| 2.               | "One Jump Ahead"                | Tim Rice                    | Mena Massoud                 | 2:55       |
| 3.               | "One Jump Ahead (Reprise)"      | Rice                        | Mena Massoud                 | 1:00       |
| 4.               | "Speechless (Part 1)"           | Pasek & Paul                | Naomi Scott                  | 1:17       |
| 5.               | "Friend Like Me"                | Ashman                      | Will Smith                   | 2:35       |
| 6.               | "Prince Ali"                    | Ashman                      | Will Smith                   | 3:29       |
| 7.               | "A Whole New World"             | Rice                        | Mena Massoud & Naomi Scott   | 2:55       |
| 8.               | "One Jump Ahead (Reprise 2)"    | Rice                        | Mena Massoud                 | 1:06       |
| 9.               | "Speechless (Part 2)"           | Pasek & Paul                | Naomi Scott                  | 2:24       |
| 10.              | "A Whole New World (End Title)" | Rice                        | Zayn Malik feat. Zhavia Ward | 4:02       |
| 11.              | "Friend Like Me (End Title)"    | Ashman                      | Will Smith feat. DJ Khaled   | 2:39       |
| 12.              | "Speechless (Full)"             | Pasek & Paul                | Naomi Scott                  | 3:28       |
| 13.              | "The Big Ship"                  |                             |                              | 1:17       |
| 14.              | "Agrabah Marketplace"           |                             |                              | 1:53       |
| 15.              | "Aladdin's Hideout"             |                             |                              | 1:55       |
| 16.              | "Jasmine Meets Prince Anders"   |                             |                              | 0:34       |
| 17.              | "Breaking In"                   |                             |                              | 1:46       |
| 18.              | "Returning the Bracelet"        |                             |                              | 0:58       |
| 19.              | "The Dunes"                     |                             |                              | 0:36       |
| 20.              | "Simple Oil Lamp"               |                             |                              | 0:52       |
| 21.              | "The Cave of Wonders"           |                             |                              | 2:43       |
| 22.              | "The Basics"                    |                             |                              | 1:38       |
| 23.              | "Escape from the Cave"          |                             |                              | 1:09       |
| 24.              | "Prince Ali's Outfit"           |                             |                              | 2:18       |
| 25.              | "Until Tomorrow"                |                             |                              | 2:03       |
| 26.              | "Aladdin's Second Wish"         |                             |                              | 2:08       |
| 27.              | "Never Called a Master Friend"  |                             |                              | 2:25       |
| 28.              | "Harvest Dance"                 |                             |                              | 2:26       |
| 29.              | "Jafar Becomes Sultan"          |                             |                              | 0:57       |
| 30.              | "Hakim's Loyalty Tested"        |                             |                              | 1:14       |
| 31.              | "Most Powerful Sorcerer"        |                             |                              | 1:28       |
| 32.              | "Carpet Chase"                  |                             |                              | 1:49       |
| 33.              | "Jafar Summons the Storm"       |                             |                              | 1:20       |
| 34.              | "Jafar's Final Wish"            |                             |                              | 3:37       |
| 35.              | "Genie Set Free"                |                             |                              | 5:36       |
| 36.              | "The Wedding"                   |                             |                              | 1:11       |
| 37.              | "Friend Like Me (Finale)"       | Ashman                      | Alan Menken feat. Will Smith | 1:31       |
| Tổng thời lượng: | Tổng thời lượng:                | Tổng thời lượng:            | Tổng thời lượng:             | 1:16:27    |

## Xếp hạng
| Bảng xếp hạng (2019)                           | Vị trí cao nhất |
| ---------------------------------------------- | --------------- |
| Album Úc (ARIA)                                | 4               |
| Album Áo (Ö3 Austria)                          | 14              |
| Album Bỉ (Ultratop Vlaanderen)                 | 17              |
| Album Bỉ (Ultratop Wallonie)                   | 83              |
| Album Canada (Billboard)                       | 12              |
| Album Hà Lan (Album Top 100)                   | 17              |
| French Albums (SNEP)                           | 72              |
| Album Đức (Offizielle Top 100)                 | 35              |
| Album Nhật Bản (Oricon)                        | 7               |
| New Zealand Albums (RMNZ)                      | 18              |
| South Korean Albums (Gaon)                     | 41              |
| Spanish Albums (PROMUSICAE)                    | 32              |
| Album Thụy Sĩ (Schweizer Hitparade)            | 30              |
| UK Compilation Chart (Official Charts Company) | 3               |
| US Billboard 200                               | 6               |
| Album Hoa Kỳ Soundtrack (Billboard)            | 1               |

| Bảng xếp hạng (2019)               | Vị trí |
| ---------------------------------- | ------ |
| Australian Albums (ARIA)           | 67     |
| Belgian Albums (Ultratop Flanders) | 157    |